# Hirtshals

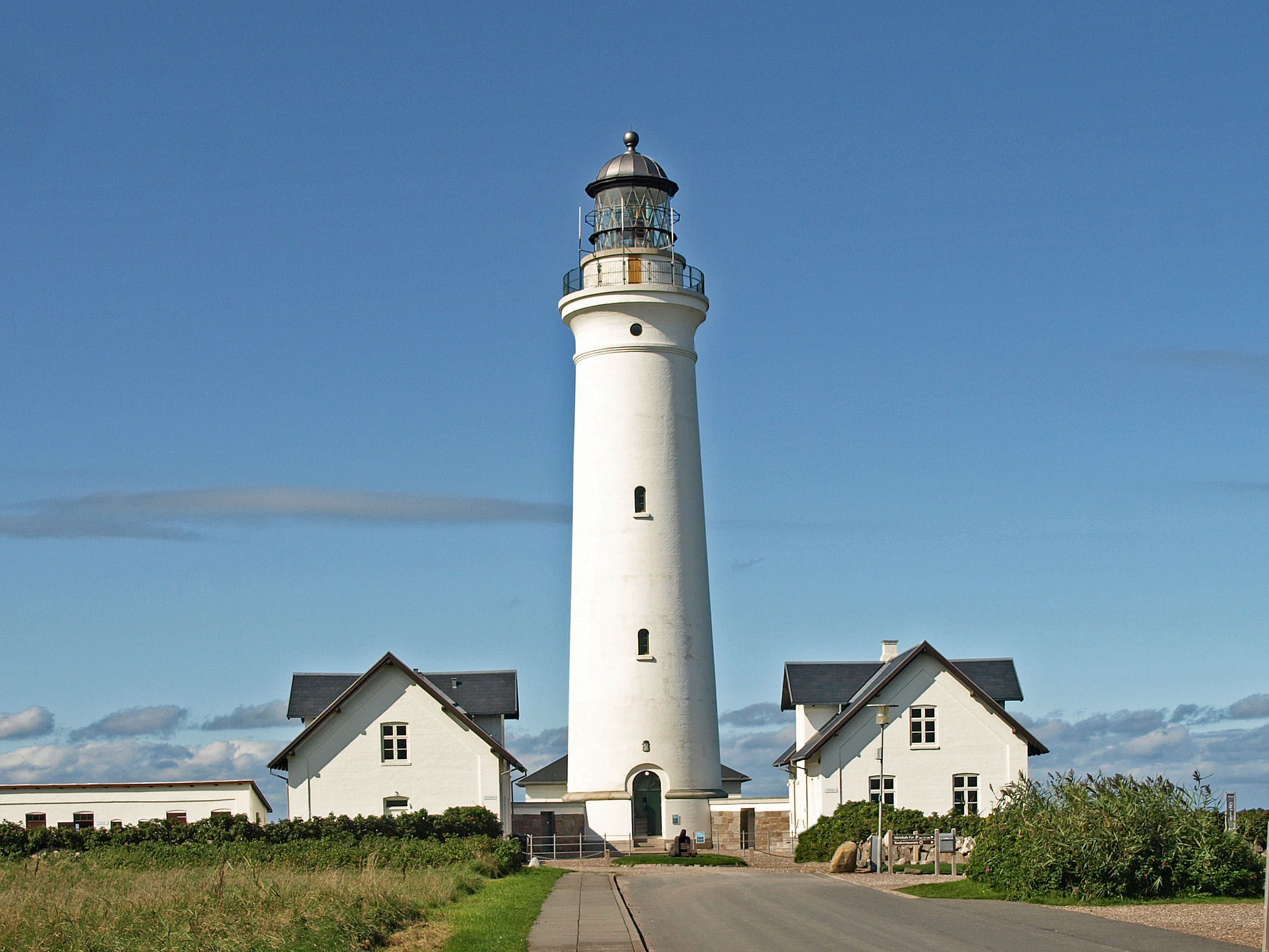
Farol em Hirtshals

Hirtshals é um município da Dinamarca, localizado na região norte, no condado de Nordjutlândia.
O município tem uma área de 195,95 km² e uma  população de 14 268 habitantes, segundo o censo de 2004.